# Communauté du Bocage coutançais
La communauté du Bocage coutançais est une ancienne communauté de communes française, située dans le département de la Manche en région Normandie.

## Historique
La communauté de communes est créée le 1er janvier 2014 par fusion de quatre anciennes communautés de communes :
- la communauté de communes du canton de Coutances,
- la communauté de communes du canton de Saint-Sauveur-Lendelin,
- la communauté de communes du canton de Cerisy-la-Salle,
- la communauté de communes du canton de Gavray.

Le 1er janvier 2017, elle fusionne avec la communauté de communes du canton de Saint-Malo-de-la-Lande et la communauté de communes de Montmartin-sur-Mer pour former la communauté de communes Coutances Mer et Bocage.

## Composition
L'intercommunalité fédérait quarante-deux communes : neuf du canton de Coutances (les sept communes de l'ancien canton de Coutances et deux de celui de Saint-Sauveur-Lendelin), neuf communes du canton d'Agon-Coutainville (de l'ancien canton de Saint-Sauveur-Lendelin) et vingt-quatre du canton de Quettreville-sur-Sienne (les onze communes de l'ancien canton de Cerisy-la-Salle et les treize de celui de Gavray).
| Nom                       | Code Insee | Gentilé            | Superficie (km2) | Population (dernière pop. légale) | Densité (hab./km2) |
| ------------------------- | ---------- | ------------------ | ---------------- | --------------------------------- | ------------------ |
| Coutances (siège)         | 50147      | Coutançais         | 12,51            | 8 789 (2014)                      | 703                |
| La Baleine                | 50028      | Balenois           | 4,13             | 94 (2014)                         | 23                 |
| Belval                    | 50044      | Belvalais          | 5,72             | 310 (2014)                        | 54                 |
| Bricqueville-la-Blouette  | 50084      | Bricquevillais     | 6,25             | 565 (2014)                        | 90                 |
| Cambernon                 | 50092      | Cambernonais       | 17,01            | 737 (2014)                        | 43                 |
| Cametours                 | 50093      | Cametourais        | 7,22             | 432 (2014)                        | 60                 |
| Camprond                  | 50094      | Campronnais        | 6,27             | 433 (2014)                        | 69                 |
| Cerisy-la-Salle           | 50111      | Cerisyais          | 16,86            | 1 051 (2014)                      | 62                 |
| Courcy                    | 50145      | Courcyais          | 11,45            | 629 (2014)                        | 55                 |
| Gavray                    | 50197      | Gavrayens          | 20,60            | 1 426 (2021)                      | 69                 |
| Grimesnil                 | 50221      | Grimesnilais       | 2,61             | 61 (2014)                         | 23                 |
| Guéhébert                 | 50223      |                    | 6,29             | 137 (2021)                        | 22                 |
| Hambye                    | 50228      | Hambions           | 29,57            | 1 168 (2014)                      | 39                 |
| Hauteville-la-Guichard    | 50232      | Hautevillais       | 11,98            | 469 (2014)                        | 39                 |
| Lengronne                 | 50266      | Lengronnais        | 12,07            | 446 (2014)                        | 37                 |
| Le Mesnil-Amand           | 50301      |                    | 6,78             | 180 (2021)                        | 27                 |
| Le Mesnilbus              | 50308      |                    | 4,98             | 367 (2021)                        | 74                 |
| Le Mesnil-Garnier         | 50311      | Mesnil-Garnierais  | 10,41            | 232 (2014)                        | 22                 |
| Le Mesnil-Rogues          | 50320      | Mesnil-Roguais     | 4,78             | 174 (2021)                        | 36                 |
| Le Mesnil-Villeman        | 50326      | Mesnil-Villemanais | 10,80            | 242 (2014)                        | 22                 |
| Montaigu-les-Bois         | 50336      | Montaiguais        | 6,67             | 240 (2014)                        | 36                 |
| Montcuit                  | 50340      | Montcuitais        | 4,79             | 179 (2014)                        | 37                 |
| Monthuchon                | 50345      | Monthuchonnais     | 7,66             | 650 (2014)                        | 85                 |
| Montpinchon               | 50350      | Montpinchonnais    | 16,94            | 556 (2014)                        | 33                 |
| Muneville-le-Bingard      | 50364      | Munevillais        | 19,81            | 712 (2014)                        | 36                 |
| Nicorps                   | 50376      | Nicorpais          | 5,63             | 416 (2014)                        | 74                 |
| Notre-Dame-de-Cenilly     | 50378      | Cenillais          | 25,23            | 671 (2014)                        | 27                 |
| Ouville                   | 50389      | Ouvillais          | 11,20            | 445 (2014)                        | 40                 |
| Roncey                    | 50437      | Roncyais           | 12,15            | 830 (2014)                        | 68                 |
| La Ronde-Haye             | 50438      | Rondéens           | 6,67             | 332 (2021)                        | 50                 |
| Saint-Aubin-du-Perron     | 50449      | Saint-Aubinais     | 7,62             | 230 (2021)                        | 30                 |
| Saint-Denis-le-Gast       | 50463      | Saint-Denisais     | 16,73            | 546 (2014)                        | 33                 |
| Saint-Denis-le-Vêtu       | 50464      | Saint-Denisais     | 14,08            | 617 (2014)                        | 44                 |
| Saint-Martin-de-Cenilly   | 50513      | Saint-Martinais    | 6,76             | 188 (2014)                        | 28                 |
| Saint-Michel-de-la-Pierre | 50524      | Pierrais           | 4,25             | 191 (2021)                        | 45                 |
| Saint-Pierre-de-Coutances | 50537      | Saint-Pierrais     | 4,04             | 429 (2014)                        | 106                |
| Saint-Sauveur-Lendelin    | 50550      | Saint-Sauveurais   | 16,39            | 1 597 (2021)                      | 97                 |
| Saussey                   | 50568      | Sausserais         | 8,89             | 487 (2014)                        | 55                 |
| Savigny                   | 50569      | Savignais          | 10,16            | 437 (2014)                        | 43                 |
| Sourdeval-les-Bois        | 50583      |                    | 5,86             | 224 (2021)                        | 38                 |
| Vaudrimesnil              | 50622      |                    | 6,05             | 422 (2021)                        | 70                 |
| Ver                       | 50626      | Vérotins           | 13,27            | 378 (2014)                        | 28                 |

## Administration
| Période      | Période       | Identité  | Étiquette | Qualité            |
| ------------ | ------------- | --------- | --------- | ------------------ |
| janvier 2014 | décembre 2016 | Yves Lamy | UMP       | Maire de Coutances |

## Compétences
Dans le respect des dispositions de l'article L.5216-6 et L.5216-7 du CGCT, la communauté du Bocage coutançais est substituée à la communauté de communes du canton de Cerisy-la-Salle, la communauté de communes du canton de Coutances, la communauté de communes du canton de Gavray, la communauté de communes du canton de Saint-Sauveur-Lendelin au sein des syndicats dont ces dernières étaient membres (et pour les anciens périmètres considérés).
Les communes du périmètre de la communauté du bocage coutançais étaient notamment membres des syndicats suivants :
- Syndicat mixte du Pays de Coutances
- Syndicat mixte Manche numérique
- Sitom Coutances – Saint-Malo-de-la-Lande
- Syndicat mixte de la Perelle
- Syndicat mixte SPANC du Bocage
- Sivom du Point Fort
- Syndicat intercommunal d’aménagement et d’entretien de la Sienne (SIAES)
- Syndicat mixte de la Soulles
- Syndicat Douve – Taute